# ずぶ濡れSKE48
ずぶ濡れSKE48（ずぶぬれエスケーイーフォーティーエイト）は、名古屋を拠点とするアイドルグループ・SKE48が登場するSPA!（扶桑社）のグラビア企画（第4弾）。

## 概要
SKE48の代名詞である「汗」と「涙」をテーマとし、一号に1人、見開き２頁で掲載される（初回のみ7人6頁でライブ中の写真で構成された）。2019年9月10日（火）発売の「SPA! 9／17・24合併号」よりスタートし、2024年現在まで続いている。撮影はロケをメインに行われるが、室内やMV撮影現場など限定されてはいない。文の最後に「今週のずぶ濡れ度」があり、何%だったか示されている。パーセンテージはシリンダーに溜まった水のイラストでも表現される。毎号グラビアメンバーのチェキが当たる応募がある。撮影は主に藤田真郷が担当するが、変わる時もある。文は森ユースケが担当。この連載前は「SKE48 ふたり遊び」が連載されていた。

### 初回・超拡大版
初回ではSPA!表紙にて『超拡大版　ずぶ濡れSKE48』と書かれ、本誌52頁から見開き6頁で始まる。2019年8月18日の六本木ヒルズアリーナでのSKE48 チームS、チームKII、チームEの野外ライブでの写真が掲載されている。同コンサートは2018年時と違い、CS放送がなかったため、貴重な写真でもある。また9月30日をもってSKE48としての活動を終える北川綾巴と後藤楽々の写真も掲載されている。最後の2頁は見開きで古畑奈和の写真でこの時新曲センターを務めた彼女を大きく取り上げた印象がある。

## 各回内容
| No/発売号数           | メンバー                                                                  | シチュエーション     | ずぶ濡れ度 |
| --------------------- | ------------------------------------------------------------------------- | -------------------- | ---------- |
| 1 （9/17・24合併号）  | 北川綾巴、松本慈子、 惣田紗莉渚、中野愛理、 古畑奈和、後藤楽々、 末永桜花 | ライブ写真           | 70         |
| 2 （10/１号）         | 荒井優希                                                                  | 大噴水               | 100        |
| 3 （10/8号）          | 日高優月                                                                  | 素振り               | 70         |
| 4（10/15・22合併号）  | 鎌田菜月                                                                  | ランニング           | 60         |
| 5（10/29号）          | 古畑奈和                                                                  | 海遊び               | 90         |
| 6（11/5・12合併号）   | 仲村和泉                                                                  | ヨガ                 | 40         |
| 7（11/19号）          | 井上瑠夏                                                                  | 激辛                 | 50         |
| 8（11/26号）          | 野々垣美希                                                                | 劇場                 | 60         |
| 9（12/3・10合併号）   | 中野愛理                                                                  | ジム                 | 60         |
| 10（12/17号）         | 高畑結希                                                                  | ウォーターブラスター | 100        |
| 11（12/24号）         | 江籠裕奈                                                                  | キックボクシング     | 70         |
| 12 （12/31・7合併号） | 青木詩織                                                                  | 銭湯                 | 100        |
| 13（1/14・21合併号）  | 倉島杏実                                                                  | こたつ               | 40         |
| 14（1/28号）          | 須田亜香里                                                                | MV撮影               | 50         |
| 15（2/4号）           | 杉山愛佳                                                                  | デトックス鍋         | 60         |
| 16（2/11・18合併号）  | 竹内彩姫                                                                  | 水やり               | 80         |
| 17（2/25号）          | 上村亜柚香                                                                | サウナスーツ         | 80         |
| 18 （3/3号）          | 佐藤佳穂                                                                  | 熱燗                 | 40         |
| 19 （3/10号）         | 松本慈子                                                                  | ダンスレッスン       | 80         |
| 20（3/17号）          | 北川愛乃                                                                  | 空手                 | 60         |
| 21（3/24・31合併号）  | 末永桜花                                                                  | 玉ねぎのみじん切り   | 85         |
| 22（4/7号）           | 高柳明音                                                                  | 芝居                 | 60         |
| 23（4/14号）          | 石黒友月                                                                  | ダッシュ             | 40         |
| 24（4/21号）          | 菅原茉椰                                                                  | 足湯                 | 80         |
| 25（4/28号）          | 相川暖花                                                                  | 工場                 | 70         |
| 26（5/5・12合併号）   | 熊崎晴香                                                                  | ホラー漫画           | 70         |
| 27 （5/19号）         | 赤堀君江                                                                  | バレーボール         | 70         |
| 28 （5/26号）         | 谷真理佳                                                                  | バドミントン         | 60         |
| 29（6/2号）           | 浅井裕華                                                                  | けんけんぱ           | 70         |
| 30（6/9・16合併号）   | 荒野姫楓                                                                  | 投球練習             | 70         |
| 31（6/23号）          | 斉藤真木子                                                                | サッカー             | 80         |

## 写真集
※発売元はすべて扶桑社。
| # | タイトル              | 発売年月日     | 備考                                         | 出典        |
| - | --------------------- | -------------- | -------------------------------------------- | ----------- |
| 1 | ずぶ濡れSKE48         | 2021年9月27日  | オリコン週間BOOKランキング 写真集部門最高5位 | [ 1 ] [ 2 ] |
| 2 | ずぶ濡れSKE48 TeamS   | 2023年2月27日  | オリコン週間BOOKランキング 写真集部門最高1位 | [ 3 ] [ 4 ] |
| 3 | ずぶ濡れSKE48 TeamKII | 2023年10月23日 |                                              | [ 5 ]       |